# Скрытые уравнения поля
Скрытые уравнения поля (HFE, анг. Hidden Field Equations) — разновидность криптографической системы с открытым ключом, которая является частью многомерной криптографии. Также известна как односторонняя функция с потайным входом HFE. Данная система является обобщением системы Матцумото-Имаи и впервые была представлена Жаком Патарином в 1996 году на конференции Eurocrypt.
Система скрытых уравнений поля основана на многочленах над конечными полями {\displaystyle K} разного размера, чтобы замаскировать связь между закрытым ключом и открытым ключом.
HFE на самом деле является семейством, которое состоит из основных HFE и комбинаций версий HFE. Семейство криптосистем HFE основано на трудности поиска решений системы многомерных квадратных уравнений (так называемой задаче MQ), поскольку она использует частные аффинные преобразования, чтобы скрыть расширение поля и частные полиномы. Скрытые уравнения поля также использовались для построения схем цифровой подписи, таких как Quartz and Sflash.

## Основная идея[1]

### Функцияf{\displaystyle f}
1. Пусть {\displaystyle K} — конечное поле размерности {\displaystyle q} с характеристикой {\displaystyle p}(обычно, но не обязательно {\displaystyle p=q=2}).
2. Пусть {\displaystyle L_{N}} — расширение {\displaystyle K} степени {\displaystyle N}.
3. Пусть {\displaystyle \beta _{ij}}, {\displaystyle \alpha _{i}} и {\displaystyle \mu _{0}} — элементы {\displaystyle L_{N}}.
4. Пусть {\displaystyle \theta _{ij}}, {\displaystyle \varphi _{ij}} и {\displaystyle \xi _{i}} — целые.
5. Наконец, пусть {\displaystyle f} — функция такая, что:{\displaystyle L_{N}\mapsto L_{N}}{\displaystyle f:x\mapsto \sum _{i,j}{\beta _{ij}x^{q^{\theta _{ij}}+q^{\varphi _{ij}}}}+\sum _{i}{\alpha _{i}x^{q^{\xi _{i}}}}+\mu _{0}}

Тогда {\displaystyle f} является многочленом от {\displaystyle x}.
Пусть теперь {\displaystyle B} будет базисом {\displaystyle L_{N}}. Тогда выражение {\displaystyle f} в базисе {\displaystyle B} :
{\displaystyle f(x_{1},...,x_{N})=(p_{1}(x_{1},...,x_{N}),...,p_{N}(x_{1},...,x_{N}))}где {\displaystyle p_{1},...,p_{N}} — {\displaystyle N} многочленов от {\displaystyle N} переменных степени 2.
Это верно, так как для любого целого {\displaystyle \lambda }, {\displaystyle x\mapsto x^{q^{\lambda }}} является линейной функцией {\displaystyle L_{N}\mapsto L_{N}}. Многочлены  {\displaystyle p_{1},...,p_{N}} могут быть найдены путем выбора «представления» {\displaystyle L_{N}}. Такое «представление» обычно задается выбором неприводимого многочлена {\displaystyle i_{N}(X)} степени {\displaystyle N} над {\displaystyle K}, поэтому мы можем задать {\displaystyle L_{N}} с помощью {\displaystyle K[X]/(i_{N}(X))}. В этом случае возможно найти многочлены {\displaystyle p_{1},...,p_{N}}.

### Инверсияf{\displaystyle f}
Следует заметить, что {\displaystyle f} не всегда является перестановкой {\displaystyle L_{N}} . Однако основой алгоритма HFE является следующая теорема.
Теорема: Пусть {\displaystyle L_{N}} — конечное поле, причем {\displaystyle \mid {L_{N}}\mid =q^{n}} с {\displaystyle q} и {\displaystyle n} «не слишком большими» (например, {\displaystyle q\leq {64}} и {\displaystyle n\leq {1024}}). Пусть {\displaystyle f(x)} — заданный многочлен от {\displaystyle x} над полем {\displaystyle L_{N}} со степенью {\displaystyle d} «не слишком большой» (например, {\displaystyle d\leq {1024}}). Пусть {\displaystyle a} — элемент поля {\displaystyle L_{N}}. Тогда всегда (на компьютере) можно найти все корни уравнения {\displaystyle f(x)=a}.

## Шифрование[1]

### Представление сообщенияM{\displaystyle M}
В поле {\displaystyle K} количество публичных элементов {\displaystyle q=p^{m}}.
Каждое сообщение {\displaystyle M} представлено значением {\displaystyle x}, где {\displaystyle x} — строка из {\displaystyle n} элементов поля {\displaystyle K}. Таким образом, если {\displaystyle p=2}, то каждое сообщение представлено {\displaystyle nm} битами. Более того, иногда предполагается, что в представление {\displaystyle x} сообщений была помещена некоторая избыточность {\displaystyle r}.

### Шифрованиеx{\displaystyle x}

#### Cекретная часть
1. Расширение {\displaystyle L_{n}} поля {\displaystyle K} степени {\displaystyle n}.
2. Функция {\displaystyle f}:{\displaystyle {L_{n}}\mapsto {L_{n}}}, которая была описана выше, с «не слишком большой» степенью {\displaystyle d}.
3. Два аффинных преобразования {\displaystyle S} и {\displaystyle T}: {\displaystyle {K^{n}}\mapsto {K^{n}}}

#### Публичная часть
1. Поле {\displaystyle K} c {\displaystyle q=p^{m}} элементами и длина {\displaystyle n}.
2. {\displaystyle n} многочленов {\displaystyle (p_{1},...,p_{n})} размерности {\displaystyle n} над полем {\displaystyle K}.
3. Способ добавления избыточности {\displaystyle r} в сообщениях (то есть способ получения {\displaystyle x} из {\displaystyle M}).

Основная идея построения семейства систем скрытых уравнений поля в качестве многомерной криптосистемы заключается в построении секретного ключа, начиная с полинома {\displaystyle P} с одним неизвестным {\displaystyle x} над некоторым конечным полем {\displaystyle L_{N}}. Этот полином может быть инвертирован над {\displaystyle L_{N}}, то есть может быть найдено любое решение уравнения {\displaystyle P(x)=y}, если оно существует. Преобразование секрета, также как и расшифровка или/и подпись, основано на этой инверсии. 
Как было сказано выше, {\displaystyle P} можно идентифицировать системой {\displaystyle n} уравнений {\displaystyle (p_{1},...,p_{n})}, используя фиксированный базис. Для того чтобы построить криптосистему, полином {\displaystyle (p_{1},...,p_{n})} должен быть преобразован таким образом, чтобы публичная информация скрывала первоначальную структуру и предотвращала инверсию. Это достигается рассмотрением конечных полей {\displaystyle \mathbb {L} _{n}} в качестве векторного пространства над {\displaystyle \mathbb {K} } и выбором двух линейных аффинных преобразований {\displaystyle S} и {\displaystyle T}. Триплет {\displaystyle (S,P,T)} формирует приватный ключ. Приватный полином {\displaystyle P} определён на {\displaystyle \mathbb {L} _{n}}. Публичным ключом является полином {\displaystyle (p_{1},...,p_{n})}.
{\displaystyle M{\overset {+r}{\to }}x{\overset {{\text{секрет}}:S}{\to }}x'{\overset {{\text{секрет}}:P}{\to }}y'{\overset {{\text{секрет}}:T}{\to }}y}

## Расширения HFE
Скрытые уравнения поля имеют четыре основных модификации: +, -, v и f, и их можно комбинировать по-разному. Основной принцип заключается в следующем:
1. Модификация «+» состоит из линейного комбинирования публичных уравнений с некоторыми случайными уравнениями.
2. Модификация «-» появился благодаря Ади-Шамиру и удаляет избыточность «{\displaystyle r}» из публичных уравнений.
3. Модификация «f» состоит из фиксации некоторых входных переменных {\displaystyle f} открытого ключа.
4. Модификация «v» определяется как сложная конструкция, такая что обратная функция может быть найдена только в том случае, если некоторые v переменных фиксированы. Эта идея принадлежит Жаку Патарину.

## Атаки на криптосистемы HFE
Две самые известные атаки на систему скрытых уравнений поля:
1. Получение закрытого ключа (Шамир-Кипнис): ключевым моментом этой атаки является восстановление закрытого ключа как разреженных одномерных многочленов над полем расширений {\displaystyle L_{n}}. Атака работает только для базовой системы скрытых уравнений поля и не работает для всех её вариаций.
2. Атака, основанная на алгоритме Грёбнера (разработана Жаном-Чарльзом Фужером): идея атаки заключается в использовании быстрого алгоритма для вычисления базиса Грёбнера системы полиномиальных уравнений. Фужер взломал HFE в рамках the HFE Challenge 1 за 96 часов в 2002 году. В 2003 году Фужер вместе с Жу работали над безопасностью HFE.